# Eija Salonen
Eija Salonen (Kärkölä, 10 dicembre 1975) è un'ex biatleta finlandese.

## Biografia
In Coppa del Mondo ottenne il primo risultato di rilievo il 20 marzo 1993 a Kontiolahti (63ª) e l'unico podio il 28 febbraio 1999 a Lake Placid (3ª).
In carriera prese parte a sei edizioni dei Campionati mondiali (6ª nella staffetta a Kontiolahti/Oslo 1999 e a Chanty-Mansijsk 2003 i migliori piazzamenti).

## Palmarès

### Coppa del Mondo
- Miglior piazzamento in classifica generale: 42ª nel 2003
- 1 podio (a squadre[1]):
  - 1 terzo posto